# François-Paul Brueys d'Aigalliers
François-Paul Brueys d'Aigalliers, conde de Brueys (Uzès, Gard, 11 de febrero de 1753-Abukir, 1 de agosto de 1798), fue un almirante francés que comandó las fuerzas navales de su país en la expedición a Egipto, muriendo en la batalla del Nilo, derrotadas por la Marina Real Británica, bajo las órdenes de Horatio Nelson. Falleció en la llamada “batalla naval más decisiva del sigo XVIII”.

## Primeros años
Al pasar gran parte de su carrera en el mar, Brueys d´Aigalliers se ofreció como voluntario para unirse a la Marina Francesa a una edad temprana. En 1766, con solo 13 años sirvió en el Levante mediterráneo y dos años después, en 1768, se convirtió en guardia de la marina en Toulon. En 1770 volvió a zarpar, participando en una expedición a Túnez. Brueys luego regresó al Levante antes de ser enviado a Santo Domingo, donde enfermó. En 1773 regresó a Francia y luego, durante los años siguientes, volvió a pasar gran parte de su tiempo en el Levante.

## Carrera militar
A los 24 años de edad, Brueys recibió un ascenso a Alférez de navío en 1777 y luego, tres años más tarde, recibió un ascenso a Teniente de navío. En 1780, Brueys se unió al escuadrón del Conde de Guichen que finalmente cayó bajo las órdenes del Conde de Grasse y participó en la Guerra de Independencia de los Estados Unidos. Sirviendo en el barco Zele, Brueys participó en las victorias sobre el almirante británico Rodney el 17 de abril, el 15 de mayo y el 19 de mayo de 1780. Al año siguiente luchó contra el almirante Hood cerca de Fort-de-France y luego, en septiembre, luchó contra el almirante Tumbas a la entrada de la Bahía de Chesapeake. Continuando sirviendo en las Américas, en 1782 Brueys luchó en Saint-Christophe contra el almirante Hood el 25 y 27 de enero y luego ese mismo año se unió a la fragata Vestale y ayudó a escoltar un convoy desde Martinica a Francia. Después de la conclusión de la Guerra Revolucionaria Estadounidense, Brueys fue nombrado Caballero con la Orden de San Luis. En 1784, Brueys recibió el mando de la Balandra Chien de Chasse y fue enviado a las Antillas. Finalmente regresó a Francia en 1787, pero luego fue enviado de regreso a las Américas al mando del barco Coureur. Con el inicio de la Revolución Francesa, Brueys recibió el mando de la corbeta Poullette y fue enviado nuevamente al Levante y al Mar Adriático. En enero de 1792 fue ascendido a Capitán de navío y participó en expediciones a Niza, Oneglia y Cagliari al mando del almirante Truguet. 

## Años finales
En mayo de 1793 las autoridades de Toulon arrestaron a Brueys y renunció a su mando. Casi un año después del fin de El Terror, en junio de 1795 el Comité de Seguridad Pública reintegró a Brueys como capitán de la Armada Francesa. Al año siguiente fue ascendido a Contraalmirante y se le dio el mando de la marina francesa en el mar Adriático, y los comandaba desde su buque insignia Guillaume-Tell. Durante su tiempo en este comando, Brueys transportó tropas francesas a las Islas Jónicas, lo que llevó a su captura exitosa para los franceses. Posteriormente, fue ascendido a Vicealmirante en abril de 1798. El almirante Brueys fue nombrado a continuación comandante de la armada en el Mediterráneo. Fue puesto a cargo de las operaciones navales de la Expedición de Egipto y dirigió la flota desde Toulon a bordo de su buque insignia L'Orient. Cuando la flota cruzó el Mediterráneo, esquivó con éxito la flota del almirante británico Horatio Nelson y se detuvo en Malta para que los franceses pudieran apoderarse de la isla.